# Leuctra baddecka
Leuctra baddecka är en bäcksländeart som beskrevs av William Edwin Ricker 1965. Leuctra baddecka ingår i släktet Leuctra och familjen smalbäcksländor. Inga underarter finns listade i Catalogue of Life.